# Focke-Wulf Volksjäger
Il Focke-Wulf Volksjäger, (in tedesco "il Caccia del Popolo") fu il progetto di un aereo da combattimento destinato all'uso da parte della Luftwaffe. Venne progettato dalla ditta tedesca Focke-Wulf verso la fine della seconda guerra mondiale. Lo scopo del progetto era quello di fornire nuove armi e velivoli tecnologicamente all'avanguardia (le cosiddette Wunderwaffen) all'esercito tedesco allora in ritirata, in un disperato tentativo di rovesciare le sorti del conflitto ormai a favore degli eserciti alleati.

## Storia
Nella metà del 1944 il Ministero dell'Aviazione della Germania nazista avviò il programma "Volksjäger" per la produzione di un caccia intercettore di avanzata tecnologia. Nei mesi seguenti la ditta tedesca Focke-Wulf presentò due varianti del progetto, con il nome di Progetto Uno e Progetto Due: una prima versione alimentata con un turbogetto BMW 003 e una seconda dotata di un motore a razzo Walter HWK 109-509. Nessuna delle due versioni entrò però formalmente in servizio, poiché nell'ambito del programma venne privilegiato lo sviluppo dell'Heinkel He 162.